# Salamandra d'Oita
La salamandra d'Oita (Hynobius dunni) és una espècie de salamandra de la família Hynobiidae endèmica del Japó. El nom de la prefectura d'Oita, els seus hàbitats naturals són boscos temperats, rius, rius intermitents, aiguamolls d'aigua dolça, aiguamolls intermitents d'aigua dolça i terres regades a l'oest del Japó. Està amenaçat per la pèrdua d'hàbitat, a causa de la creixent construcció d'habitatges dins del seu hàbitat. La salamandra d'Oita es considera vulnerable per la Llista Vermella de la UICN d'espècies amenaçades amb una població en declivi.
A tot el Japó, la salamandra d'Oita difereix genèticament segons la seva ubicació. La diversitat de l'ADN era més evident quan es comparaven les espècies del nord i del sud del Japó.

## Descripció
La salamandra d'Oita tendeix a ser de color gris verdós, algunes fins i tot marrons. A la seva dorsal, normalment tenen punts negres amb moltes de les salamandres sense punts. Els que tenen punts s'esvairan a mesura que entrin a l'edat adulta. A diferència del dorsal, la pell del ventre tendeix a ser d'un gris blau que es torna més clar a la gola de les salamandres. Les salamandres joves d'Oita tenen un toc blau iridescent fins que s'esvaeixen amb l'edat adulta. En entorns més humits, el color iridescent blau és més pronunciat que en llocs més secs/menys humits. Aquesta salamandra, a diferència de la majoria dels animals, només té 11 solcs costaners, en comparació amb els 12 normals. El seu musell (SVL) té una longitud de 6-8 cm amb un màxim de 10-16 cm, els cossos també solen estar al voltant d'aquest rang.